# Draconinae
Draconinae – podrodzina jaszczurek z rodziny agamowatych (Agamidae).

## Zasięg występowania
Podrodzina obejmuje gatunki występujące w południowej i południowo-wschodniej Azji oraz zachodniej Oceanii.

## Podział systematyczny
Do podrodziny należą następujące rodzaje:

- Acanthosaura Gray, 1831
- Agasthyagama Srikanthan, Adhikari, Ganesh, Deuti, Das, Kulkarni, Gowande & Shanker, 2021
- Aphaniotis Peters, 1864
- Bronchocela Kaup, 1827
- Calotes Cuvier, 1817
- Ceratophora Gray, 1832
- Complicitus Manthey & Grossmann, 1997 – jedynym przedstawicielem jest Complicitus nigrigularis (Ota & Hikida, 1991)
- Cophotis Peters, 1862
- Coryphophylax Fitzinger, 1861
- Cristidorsa Wang, Deepak, Datta-Roy, Lin, Jiang, Che & Siler, 2019
- Dendragama Doria, 1888
- Diploderma Hallowell, 1861
- Draco Linnaeus, 1758
- Gonocephalus Kaup, 1825
- Harpesaurus Boulenger, 1885
- Hypsicalotes Manthey & Denzer, 2000 – jedynym przedstawicielem jest Hypsicalotes kinabaluensis (de Grijs, 1937)
- Japalura Gray, 1853
- Laodracon Sitthivong, Brakels, Xayyasith, Maury, Idiiatullina, Pawangkhanant, Wang, Nguyen & Poyarkov, 2023 – jedynym przedstawicielem jest Laodracon carsticola Sitthivong, Brakels, Xayyasith, Maury, Idiiatullina, Pawangkhanant, Wang, Nguyen & Poyarkov, 2023
- Lophocalotes Günther, 1872
- Lyriocephalus Merrem, 1820 – jedynym przedstawicielem jest Lyriocephalus scutatus (Linnaeus, 1758)
- Malayodracon Denzer, Manthey, Mahlow & Böhme, 2015 – jedynym przedstawicielem jest Malayodracon robinsonii (Boulenger, 1908)
- Mantheyus Ananjeva & Stuart, 2001 – jedynym przedstawicielem jest Mantheyus phuwuanensis (Manthey & Nabhitabhata, 1991)
- Microauris Pal, Vijayakumar, Shanker, Jayarajan & Deepak, 2018 – jedynym przedstawicielem jest Microauris aurantolabium (Krishnan, 2008)
- Monilesaurus Pal, Vijayakumar, Shanker, Jayarajan & Deepak, 2018
- Otocryptis Wagler, 1830
- Pelturagonia Mocquard, 1890
- Phoxophrys Hubrecht, 1881 – jedynym przedstawicielem jest Phoxophrys tuberculata Hubrecht, 1881
- Psammophilus Fitzinger, 1843
- Pseudocalotes Fitzinger, 1843
- Pseudocophotis Manthey & Grossmann, 1997
- Ptyctolaemus Peters, 1865
- Salea Gray, 1845
- Sarada Deepak, Karanth & Giri, 2016
- Sitana Cuvier, 1829